# バンビーノの呪い

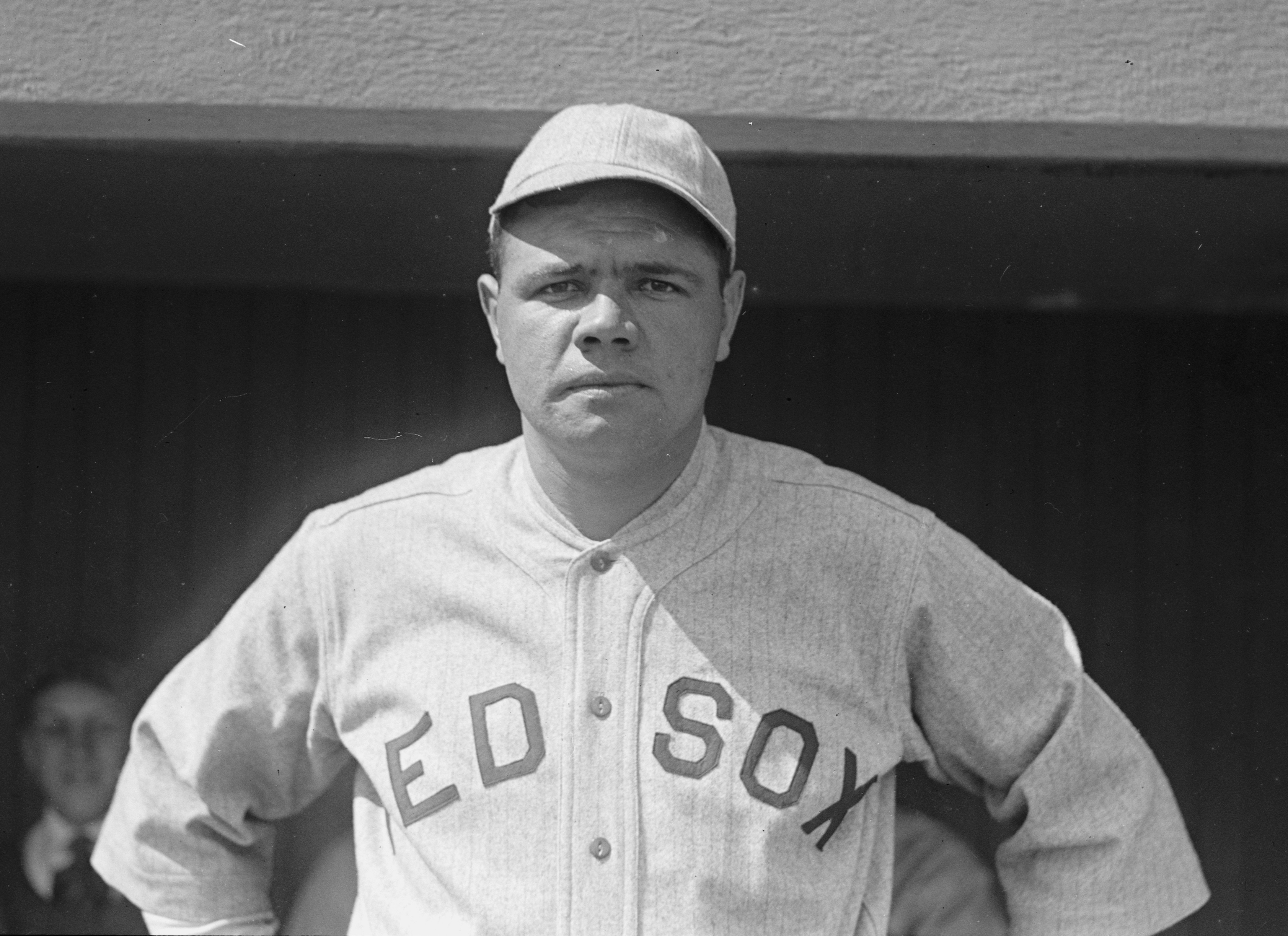
「バンビーノ」ことベーブ・ルース。当初レッドソックスのピッチャーとして活躍していた。

バンビーノの呪い（バンビーノののろい、英語: Curse of the Bambino）は、アメリカ合衆国のプロ野球リーグであるメジャーリーグベースボール（以下、MLB）の球団、ボストン・レッドソックスにまつわるジンクス。
ボストン・レッドソックスはMLBの王者決定戦であるワールドシリーズの第1回（1903年のワールドシリーズ）で優勝した強豪チームであったが、1918年以降は2004年に至るまでの86年間ワールドチャンピオンの座から遠ざかっていた。バンビーノの呪いは、これを1919年にトレードで放出された主力花形選手のバンビーノことベーブ・ルースの呪いによるものだとするものである。呪いを真剣に受け止める者もいるが、たいていはからかいや皮肉として扱われる。

## 概要
86年間にわたりボストン・レッドソックスがMLB王者であるワールドチャンピオンの座から遠ざかっていたことを、過去にトレードで放出された選手の「呪い」であるとするジンクスである。ライバル球団であるニューヨーク・ヤンキースとの間でしばしばからかいの種としても扱われている。1990年9月、ヤンキースのファンがレッドソックス戦の際に「1918!」という掛け声でレッドソックスを揶揄して以降、ヤンキー・スタジアムで行われるレッドソックス戦ではこの掛け声がかけられるようになり、ヤンキースのファンはホームでのレッドソックス戦において「1918!」や「バンビーノの呪い」などと書かれたサインボードやルースの写真を掲げたり、「1918!」と書かれたTシャツを着るなどしてからかった。
2004年のアメリカンリーグチャンピオンシップシリーズにおいてヤンキースと対戦し、第3試合を終えてレッドソックスは0勝3敗であったがその後逆転しリーグ優勝、さらに続く2004年のワールドシリーズでセントルイス・カージナルスと対戦して優勝を果たした。もはやこの呪いはボストン文化の一部となっており、よく渋滞するストロウ通りに架かるロングフェロウ橋の「リバース・カーブ」（Reverse Curve）の標識は「リバース・ザ・カース」（Reverse the Curse, 「呪いを解け」の意）と書き換えられ、2004年に優勝するまでそのままにされた。2004年のワールドシリーズ最終戦勝利後、標識は「カース・リバースド」（Curse Reversed, 「呪いは解かれた」の意）に変更された。

## 背景

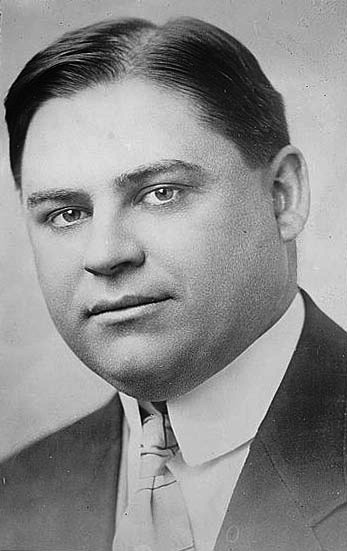
ハリー・フレイジーはベーブ・ルースをヤンキースにトレードした。

のちに「野球の神様」と評されることになるベーブ・ルースは「バンビーノ」のニックネームでも知られており、ボストン・レッドソックス在籍中は投手として1916年と1918年のワールドシリーズで登板した（1915年のワールドシリーズではピンチヒッターとして出場）。当時のレッドソックスは第1回ワールドシリーズである1903年のワールドシリーズを筆頭に5度のワールドチャンピオンに輝いた強豪であった。これに対し、ルースがトレードされることとなるニューヨーク・ヤンキースは同時期にワールドシリーズへの出場したことは全くなかった。
しかし1919年度のオフシーズンにベーブ・ルースがヤンキースにトレードされて以降、レッドソックスは1946年から1968年までの間に4度アメリカンリーグを制覇していたにもかかわらずワールドチャンピオンの座を逸するなど、その成績は下降線を辿ることとなる。一方でルースを獲得したヤンキースはトレード以降の84年間でワールドシリーズに39回進出、うち26回は優勝を果たしており、レッドソックスと対照的に北アメリカのプロスポーツ界で最も成功を収めたチームの一つに成長していった。この優勝回数は他のメジャーリーグベースボールの球団の約2倍の数値となっている。このような理由から、のちにボストン・レッドソックスの低迷はニューヨーク・ヤンキースにトレードされていったバンビーノ（ベーブ・ルース）の呪いが原因であるとする「バンビーノの呪い」というジンクスが誕生した。このジンクスはヤンキースとレッドソックスのライバル関係の大きな象徴になっていった。

### ルースの放出
ルースの放出について、一説には1918年当時レッドソックスのオーナーで演劇プロデューサーでもあったハリー・フレイジーの作品制作が関わっているとされる。フレイジーはルースらのトレードで獲得した資金をブロードウェイ・ミュージカル作品の『No, No, Nanette』の制作資金に充てたとされる。フレイジーはルースのトレードと前後して多くのプロダクションに関わっており、『No, No, Nanette』の初演はトレードから5年後、フレイジーがレッドソックスを売却してから2年後のことであった。1921年にはレッドソックス監督であったエド・バローが辞任しヤンキースのゼネラルマネージャーに転身、また他のレッドソックスの選手たちもヤンキースにトレードされていった。
リー・モンヴィルは『The Big Bam: The Life and Times of Babe Ruth 』の中で、『No, No, Nanette 』は1919年12月にブロードウェイで開幕したストレート・プレイの『My Lady Friends 』を基にしていたと記した。実際『My Lady Friends 』はルースのトレードでまかなわれた。モンヴィル、ショーンジーを含む複数の研究者が、フレイジーはヤンキースのオーナーたちと親しく、また多くのトレードおよびフェンウェイ・パークを担保にした資金がフレイジーの演劇活動に使用されていたと語っている。

## ジンクスの発祥
ルースがヤンキースにトレードされたのは1920年1月3日で、レッドソックスの成績が下降線を辿るようになったのはこのトレード後であったが、「バンビーノの呪い」という言葉は1918年のワールドシリーズまでさかのぼる。この「バンビーノの呪い」という言葉が広く使用されるきっかけとなったのは1990年にダン・ショーンジーが著した『The Curse of the Bambino』であった。その後複数のメディアによってこの題名がレッドソックスのキーワードとして取り上げられるようになり、またこの本がニューイングランドのいくつかの高等学校の英文の授業に使用されるようになった。

## 呪いの内容
1986年に「呪い」と言われ始めたがそれ以前から呪われていたとされている。
- 1946年のワールドシリーズに、ルースのトレード後初めて出場し、セントルイス・カージナルスと接戦を繰り広げた[16]。セントルイスのスポーツマンズ・パークで行われた第7試合、3対3で迎えた8回裏、カージナルスは一塁走者にイーノス・スローターを置いていたが、ここで打席に立ったハリー・ウォーカーがヒットエンドランを試み、左中間への短い当たりで二塁打となった。スローターは監督の指示で三塁に走っており、遊撃手ジョニー・ペスキーによる本塁への返球前に生還してレッドソックスを下した[17]。ペスキーは送球に躊躇したとみられ、結果としてスローターの生還に繋がったが、ペスキー自身は躊躇を否定している。映像ではペスキーが明るい場所、スローターが影の部分にいたこと以外判明しない。レッドソックスのスター選手テッド・ウィリアムズは自身唯一のワールドシリーズの機会であったが、怪我のため貢献できなかった。
- 1948年、クリーブランド・インディアンスとリーグ優勝をかけて[18][19]、リーグ唯一のプレイオフである1948年のアメリカンリーグ優勝決定プレイオフが行われて敗退した[20]。
- 1949年、レッドソックスがペナント優勝するには残り2試合中1勝するのみとなった[21]。しかしこの2試合ともヤンキースと対戦して敗退し[22]、これによりワールドシリーズに進んだヤンキースは以降1949年のワールドシリーズから1953年のワールドシリーズまで5年連続優勝となった。
- 1967年、リーグ優勝して前年の汚名を返上した[23]。1967年のワールドシリーズで1946年同様カージナルスと対戦して第7試合までもつれこんだ。カージナルスの好投手ボブ・ギブソンがレッドソックスのエースであるジム・ロンボーグより優勢で、7対2でレッドソックスは敗退した。この試合でギブソンはロンボーグからホームランを奪っている[24]。
- 1972年、0.5試合差でデトロイト・タイガースにディヴィジョン・タイトルを奪われた[25]。13日間ストライキが行われ、いくつかのチームが9試合少なくなった[26]。さらに1試合で雨天中止となり振替もなかった。残り2試合となった時、ルイス・アパリシオが三塁に滑り込んだが4対1で敗退した[27]。
- 1975年、レッドソックスはペナントで勝利し、1975年のワールドシリーズにおいてビッグレッドマシンと呼ばれるシンシナティ・レッズと対戦した。第6試合で捕手カールトン・フィスクによるサヨナラゲームで勝利し、第7試合に進んだ。レッドソックスは3対0でリードしていたが、5回表にレッズが3点を返し同点となった。9回表、レッズがジョー・モーガンの一塁打でケン・グリフィー・シニアが得点し、レッドソックスは敗退した。ワールドシリーズ史上最高の試合の1つとされている。
- 1978年7月18日、アメリカンリーグ東地区でヤンキースに14試合差で勝っていた[28]。しかしヤンキースに調子が出てきて、フェンウェイ・パークで4連勝したヤンキースは最終的に9月10日にはレッドソックスと共に首位となり、このことはレッドソックスのファンからは「ボストン大虐殺」と呼ばれるようになった[29]。6日後、ヤンキースはレッドソックスより3.5試合リードしたが、レッドソックスは次の14試合で12勝し、10月2日、フェンウェイ・パークにてプレイオフが行われた。7回、単打の多いヤンキースの遊撃手バッキー・デントがスリーラン・ホームランを放ち、レフトのグリーン・モンスターの上にあたり球場の外に飛び出して3対2でヤンキースが優勢となった。最終的に5対4でヤンキースが勝利し、1978年のワールドシリーズに勝ち進んだ。
- 1986年のワールドシリーズの3勝2敗で迎えた第6試合、10回表で5対3でレッドソックスが優勢だった。レッドソックスのリリーフ投手カルヴィン・シラルディは打者2人をアウトにし、あと1アウトでワールドシリーズ優勝となるはずであった。しかしメッツはこの場面で三者連続ヒットを放ち、さらにレッドソックスのボブ・スタンリーが暴投、最後にメッツのムーキー・ウィルソンのゴロをレッドソックスの一塁手ビル・バックナーがトンネルエラーし、レイ・ナイトは二塁から得点に繋げ、メッツの勝利となった。第7試合、前半3対0でレッドソックスが優勢となったが、5対8で敗退した。最後2試合の敗退についてはニューヨーク・タイムズ紙の記者ジョージ・ヴェッシーが詳細に記している[30][31][32][33]。
- 1988年のアメリカンリーグチャンピオンシップシリーズと1990年のアメリカンリーグチャンピオンシップシリーズにおいて、レッドソックスはリーグ決勝戦に進み、どちらもオークランド・アスレチックスと対戦して0勝4敗で敗退した。1995年のアメリカンリーグディビジョンシリーズでクリーブランド・インディアンスに0勝3敗で敗退し、1998年のアメリカンリーグディビジョンシリーズでもインディアンスに1勝3敗で敗退し、1999年のアメリカンリーグディビジョンシリーズではヤンキースに1勝4敗で敗退した[34]。
- 2003年のアメリカンリーグチャンピオンシップシリーズでヤンキースと対戦し、第7試合までもつれ込んだ。8回表、レッドソックスは5対2で優位に立ち、グレイディ・リトル監督は先発投手ペドロ・マルティネスに連投させた[35]。ヤンキースは疲労しているマルティネスに反撃し、一塁打スリーラン、二塁打3回取った[35]。11回裏、アーロン・ブーンはリリーフとして登場したナックルボールの先発投手ティム・ウェイクフィールドからサヨナラホームランを打ち、ヤンキースが優勝した[35]。

## 呪いが解けるまで
長年、レッドソックスのファンはバンビーノの呪いを解くため様々なことをしてきた。
- エベレストの頂上にレッドソックスの帽子を置いてくる
- ヤンキースのキャンプでヤンキースの帽子を焼く
- フェンウェイ・パークの「浄化」のため、悪魔祓いやFather Guido Sarducci（ドン・ノヴェロ）を雇う
- ストロウ通りの「Reverse Curve」（「屈曲あり」）の道路標識をスプレーインクで「Reverse the Curse」に書き換える
- ルースが所有していたピアノを探し出し、マサチューセッツ州サドバリーにあるルースの農場ホーム・プレート・ファーム近くの池に落とす

1994年、ケン・バーンズによるドキュメンタリー『Baseball 』においてレッドソックスの元投手ビル・リーは、ルースの遺体を掘り出してフェンウェイに連れてきてヤンキースにトレードしたことを正式に謝罪すべきだと語った。
2004年8月31日、マニー・ラミレスが打ったファウルボールが観客席セクション9のボックス95のRow AAに飛び、少年の顔に当たって歯が何本か折れたことで呪いが解けたとする説もある。レッドソックスのラミレスのファンで16歳のリー・ゲイヴィンはルースの農場のあるサドバリーに住んでいた。同日、ヤンキースはインディアンスとのホームゲームで22対0というチーム史上最悪の負けに苦しんでいた。
2004年9月、ミュージシャンのジミー・バフェットがフェンウェイ・パークでコンサートを行なった際、ルースおよび呪術医の扮装をした前座たちと共に除霊式を行なった。
2004年10月1日、シアトル・マリナーズのイチローが、1920年にセントルイス・ブラウンズのジョージ・シスラーにより作られたMLBシーズン最多安打記録257本を84年ぶりに更新した。
カート・シリングはレッドソックスにトレードされた直後に、フォード・Fシリーズのピックアップトラックの宣伝で「ボストン行き」と書かれた紙を持ってヒッチハイクする様子が描かれた。このヒッチハイクで車に乗り込むと運転手になぜボストンに行くのか尋ねられ「86年間の呪いを解くため」と語る。

## 呪いの終わり
2004年のアメリカンリーグチャンピオンシップシリーズでレッドソックスは因縁のライバルであるヤンキースと対戦。レッドソックスはホームゲームの第3試合で19対8の大差負けを喫するなど、最初の3戦を連続で落とし「王手」をかけられた状態であった。
第4試合、レッドソックスは1点ビハインドの4対3で9回裏を迎えた。レッドソックスはまずケビン・ミラーのフォアボールで出塁し、代走のデーブ・ロバーツが盗塁。さらに三塁手ビル・ミラーがヤンキースのクローザーのマリアノ・リベラからタイムリーヒットを放ち同点に追いついた。延長戦にもつれ込んだ12回、デビッド・オルティーズがツーランホームランを放ちこの試合を白星で飾った。さらにレッドソックスは次の3試合で連勝し、メジャーリーグベースボール史上初めて、最初に3連敗したチームのリーグ優勝を果たした。
この年のナショナルリーグの覇者は1946年と1967年に対戦したカージナルスで、レッドソックスはこのカードを4連勝し86年ぶりのワールドチャンピオンの座に輝いた。奇しくもこの試合の最終打者はルースと同じ背番号3のカージナルス遊撃手、エドガー・レンテリアであった。

## 「呪い」の語に対する批判
グレン・スタウトは「curse（呪い）」という言葉は反ユダヤ主義に基づくものだと批判した。フレイジーはニューヨーク出身の演劇関係者で、実際は長老派教会であったがユダヤ系とされていた。当時アメリカンリーグの会長であったバン・ジョンソンはこのためフレイジーを好んでいなかったが、宗教に触れずに「ニューヨーク過ぎる」と揶揄していた。フレイジーはボストンでとても尊敬されていたが、ヘンリー・フォードの『Dearborn Independent 』紙に、いかにユダヤ人がアメリカを衰退させていったかという記事を連載し、うちいくつかの記事はフレイジーを批判するものであり、フレイジーがレッドソックスを買収したことにより他の球団を窮地に陥れたと記した。これらの記事により、フレイジーに対する球団オーナー、民意に変化が起き、スポーツ記者のフレッド・リーブによるレッドソックスに関する著書フレイジーの中傷部分でユダヤ系であることを示唆した。

## ポピュラー・カルチャーでの扱い

### ノンフィクション
- 2004年度のレッドソックスについてのノンフィクション書籍 - スチュワート・オーナン、スティーヴン・キング共著『Faithful: Boston Red Sox Fans Chronicle the Historic 2004 Season』(シーズン前から書き始めた)、ダン・ショーンジー『The Boston Globe』
- 2003年秋、HBOドキュメンタリー『The Curse of the Bambino』（デニス・リアリーなどボストン出身セレブリティによるコメント、ベン・アフレックによるナレーション。2004年のワールドシリーズ後、『Reverse of the Curse of the Bambino』と改名してエンディングを再編集のうえ、著名人のコメントを再収録し、リーヴ・シュレイバーがナレーションを務めた）

### フィクション
- 1992年、イギリスのニック・ホーンビィ著の自伝的小説『ぼくのプレミアライフ』においてサッカーのアーセナルFCの大ファンであることが描かれていたが、2005年、アメリカでファレリー兄弟にて映画化され『2番目のキス』として公開された。この映画ではサッカーではなく野球に置き換えられ、主人公はレッドソックスの大ファンとなった。2004年のワールドシリーズの間に撮影され、優勝したことにより物語を書き換えなくてはならなかった。
- 2004年2月、映画『50回目のファースト・キス』が公開された。アダム・サンドラー演じるヘンリー・ロスは記憶障害のガールフレンドに、記憶をなくして以降のことを伝えるビデオを編集して見せる。2003年のレッドソックスについて流し、ワールドシリーズ優勝シーンの後「冗談」とテロップが出る。しかしこの映画が公開された年の秋にレッドソックスは実際に優勝した。
- ドラマ『LOST』においてジャック（マシュー・フォックス）と父クリスチャン（ジョン・テリー）はしばしば「だからレッドソックスは優勝できないんだ」と語る。2006年の第3シーズンでベン（マイケル・エマーソン）が、他のものたちが外部と連絡を取っているということをジャックに納得させるためレッドソックスが2004年に優勝したことを告げる。
- 子供番組『Arthur』のエピソード『The Curse of the Grebes』においてエルウッド市の野球チームが世界大会決勝戦に出場し、バッキー・デントのホームランとビル・バックナーのエラーによって2敗する。このチームは87年間優勝しておらず、ライバルのクラウン市のチームはその間25勝している。ジョニー・デイモン、エドガー・レンテリア、マイク・ティムリンが本人を模した登場人物の声を担当している。エルウッドのチームはレッドソックス、クラウン市のチームはヤンキースを模している。
- 2011年、映画『マネーボール』においてオークランド・アスレチックスのゼネラルマネージャーのビリー・ビーン（ブラッド・ピット）がレッドソックスのオーナーにアスレチックスがいかに20連勝したのかについて語る。レッドソックスのオーナーがビーンになぜそのような話をするのか尋ねると、ビーンはバンビーノの呪いを解く手助けをしたいからだと語る。

### 音楽
- ベン・ハーパーの曲『Get It Like You Like It』に「しかしジョニー・デイモンはバットを振った。満塁ホームラン。これだ。86年の呪いは解けた」という歌詞がある。
- フィル・コリーのアルバム『Sports Songs and Beyond』に『The Curse of the Bambino Is Back!』（「バンビーノの呪い、復活！」の意）が収録されている。
- 2015年6月15日、ジェームス・テイラーのアルバム『Before This World』収録曲『Angels of Fenway 』（「フェンウェイの天使」の意）が発売された。「バンビーノがビーンボールでかけた呪いにより86回の夏が過ぎ去った。我々は涙と溜息で生きてきた。ブロンクス区の影で」という歌詞がある。

### その他
- 1998年、かつてMLB球団のシンシナティ・レッズに所属したピート・ローズがボストンで開催されたレッスルマニアXIVにゲスト・リング・アナウンサーとして招かれた際、自身が1975年のワールドシリーズにでボストン・レッドソックスを破った経緯があることから呪いについて言及した。
- 『サタデー・ナイト・ライブ』の『ウィークエンド・アップデート』のコーナーで、ヤンキースが敗退し呪いが解けたことをネタにし、ベーブ・ルースの亡霊が登場して第4試合でミッキー・マントルとロドニー・デンジャーフィールドの亡霊と飲みに行っていたと語った。

### ビデオゲーム
- 『Team Fortress 2』において、ボストン出身野球ファンのスカウトは、呪いが解けた「記念すべき年」と同じ数の2,004名を殺害しなくてはならない。
- 『Fallout』において、呪いは解けず、レッドソックスは2077年まで優勝できないことになっている。『Fallout 4』に登場する2077年のとある日の新聞では3勝0敗で第4試合を迎えることになっているが、その日原子爆弾で世界が滅亡する。

## 関連事項
- ブラックソックスの呪い - MLB球団のシカゴ・ホワイトソックスにおけるジンクスであり、こちらは88年間も優勝から遠ざかっていた
- ビリー・ゴートの呪い（ヤギの呪い） - MLB球団のシカゴ・カブスにおけるジンクスであり、こちらは108年間も優勝から遠ざかっていた
- カーネル・サンダースの呪い - 日本プロ野球球団の阪神タイガースにおけるジンクスであり、こちらは38年間も優勝から遠ざかっていた